# Robert Wilhelm De Geer
Robert Wilhelm De Geer af Tervik (från 1809 de Geer till Tervik), född 15 juli 1750, död 4 november 1820 i Helsingfors, var en finländsk greve, militär, ämbetsman och politiker, son till Otto Wilhelm De Geer.

## Biografi
De Geer blev 1764 militär, avancerade på denna bana till major vid Savolax infanteriregemente och tog 1783 avsked ur krigstjänsten med överstelöjtnants karaktär och fick samma år överstes namn, heder och värdighet. Samma år förordnades han till vice landshövding och sedan till landshövding i Kymmenegårds län. År 1788 invecklades han i Anjalaförbundets stämplingar och anslöt sig till de så kallade "självständighetsmännen", men tycks inte ha tagit någon mera verksam del i detta företag. Det uppges att han var påtänkt till lantmarskalk vid den riksdag som på hösten skulle sammankallas, men inte kom till stånd. Kungen skilde honom 1789 från ämbetet som landshövding.
Sedan Finska kriget utbrutit 1808 begav sig De Geer sommaren samma år till Sankt Petersburg, där han, jämte Göran Magnus Sprengtporten och Johan Anders Jägerhorn, någon tid lär ha sysselsatt sig med planer rörande Finlands förening med Ryssland. År 1809 förordnades han till lantmarskalk vid Borgå lantdag. Han korresponderade i denna egenskap med Michail Speranskij, vars föreskrifter han villigt följde, och tillbakavisade Sprengtportens försök att såsom generalguvernör inblanda sig i lantdagens överläggningar. På förslag av adeln och bondeståndet utnämndes han, fastän  han velat undandraga sig uppdraget, till främste ledamot i regeringskonseljens ekonomidepartement och till chef för militieexpeditionen. År 1817 blev han geheimeråd och 1820 ordförande i ekonomidepartementets andra avdelning, med entledigande från chefskapet i militieexpeditionen. De Geer upphöjdes 1809 i grevlig värdighet med namnet De Geer af Tervik.

### Familj
De Geer gifte sig 6 september 1785 på Kuustö med friherrinnan Vivika Eleonora Hastfer (1769–1797), dotter till översten friherre Bernt Johan Hastfer och grevinnan Fredrika Birgitta Bonde af Björnö. De fick tillsammans barnen hovfröken Vivika Dorotea Birgitta De Geer (1788–1849), fänriken Otto Bernt De Geer (1789–1808), Robert Arvide De Geer (1791–1792) och kaptenen Robert Fredrik De Geer (1797–1847).